# Zwanenveld
Zwanenveld is een wijk in Nijmegen. Het behoort tot het stadsdeel Dukenburg en ligt in het noordoosten hiervan. De wijk ligt tussen de Wijchenseweg-N326, het Maas-Waalkanaal, de Nieuwe Dukenburgseweg en de Van Schuylenburgweg. Op 1 januari 2023 telde de wijk 4.715 inwoners, verdeeld over 2.473 woningen, met een gemiddelde WOZ-waarde van € 242.000, op een oppervlakte van 0,88 km².

## Opbouw
Zwanenveld is ruim opgezet, met veel groen- en waterpartijen, en er zijn enkele 'rondlopende' hoofdstraten waar de andere straten op uitkomen. De wijk biedt qua maatschappelijke opbouw een gevarieerd beeld. Er zijn meer huurwoningen dan koophuizen.
Aan de westzijde van de wijk ligt het park Geologenstrook, een lange groenstrook met waterpartijen. Het is net als stadspark Staddijk een product van de voorlaatste ijstijd en de zich daarna steeds verplaatsende rivier. Het park werd in 2010 grootscheeps heringericht, daarna is de informele naam Geologenstrook de officiële naam geworden.

## Voorzieningen

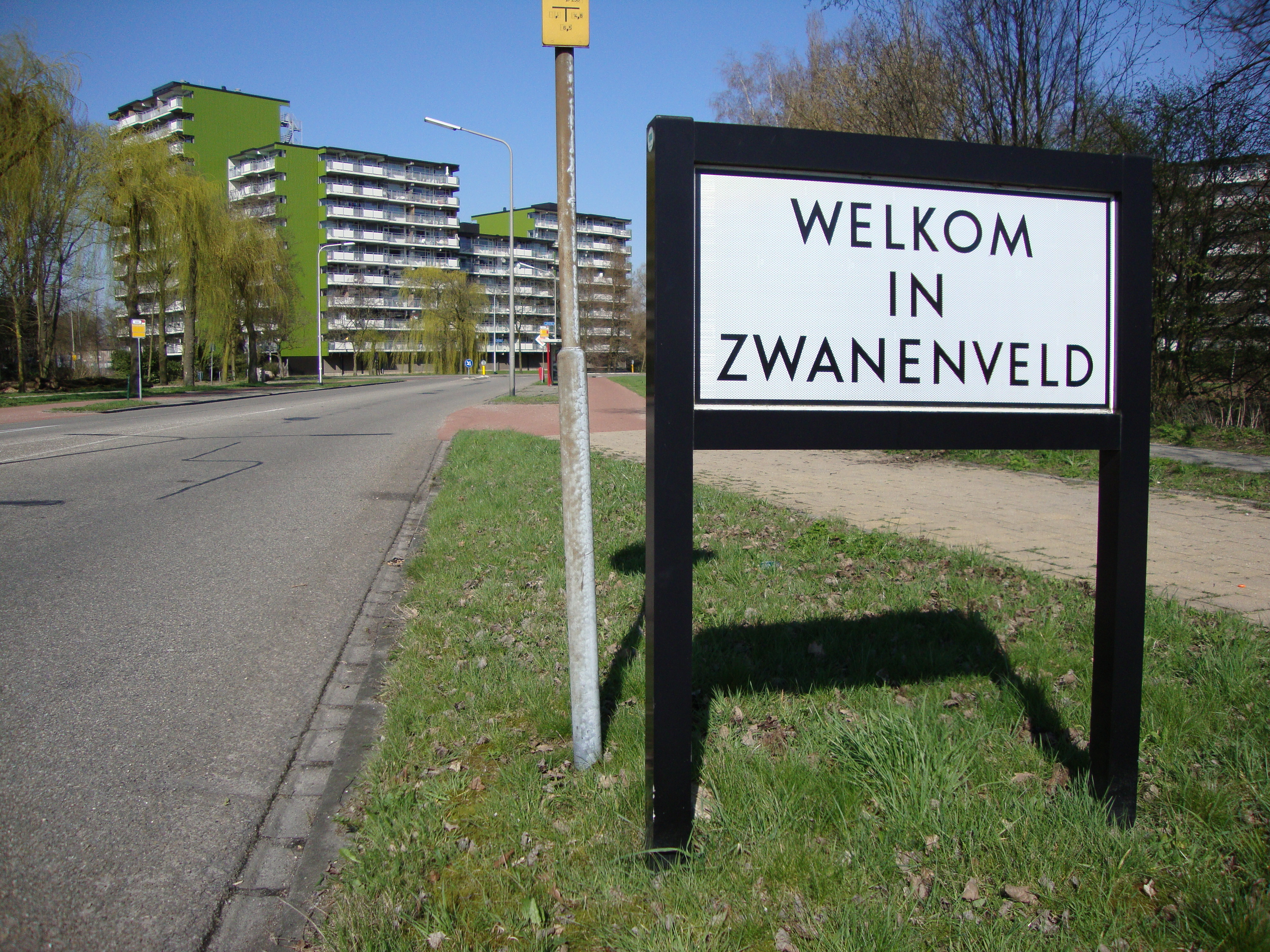
Toegang tot de wijk

In Zwanenveld is winkelcentrum Dukenburg gevestigd. Het werd in 1976 geopend en bij een grote verbouwing in 1990 geheel overdekt. Onder het centrum bevindt zich een parkeergarage met 1290 parkeerplaatsen. Parkeren is hier (momenteel) de eerste twee uur gratis.
Het winkelcentrum heeft de laatste jaren last van veel leegstand. Recent (2025) is aangekondigd dat er een grootschalige vernieuwing/verbetering gaat plaatsvinden aan dit complex, met onder andere nieuwe woonmogelijkheden.
Aan de noordwestrand van Zwanenveld ligt station Nijmegen Dukenburg met een busstation voor zowel stads- als streekbussen.

## Afbeeldingen

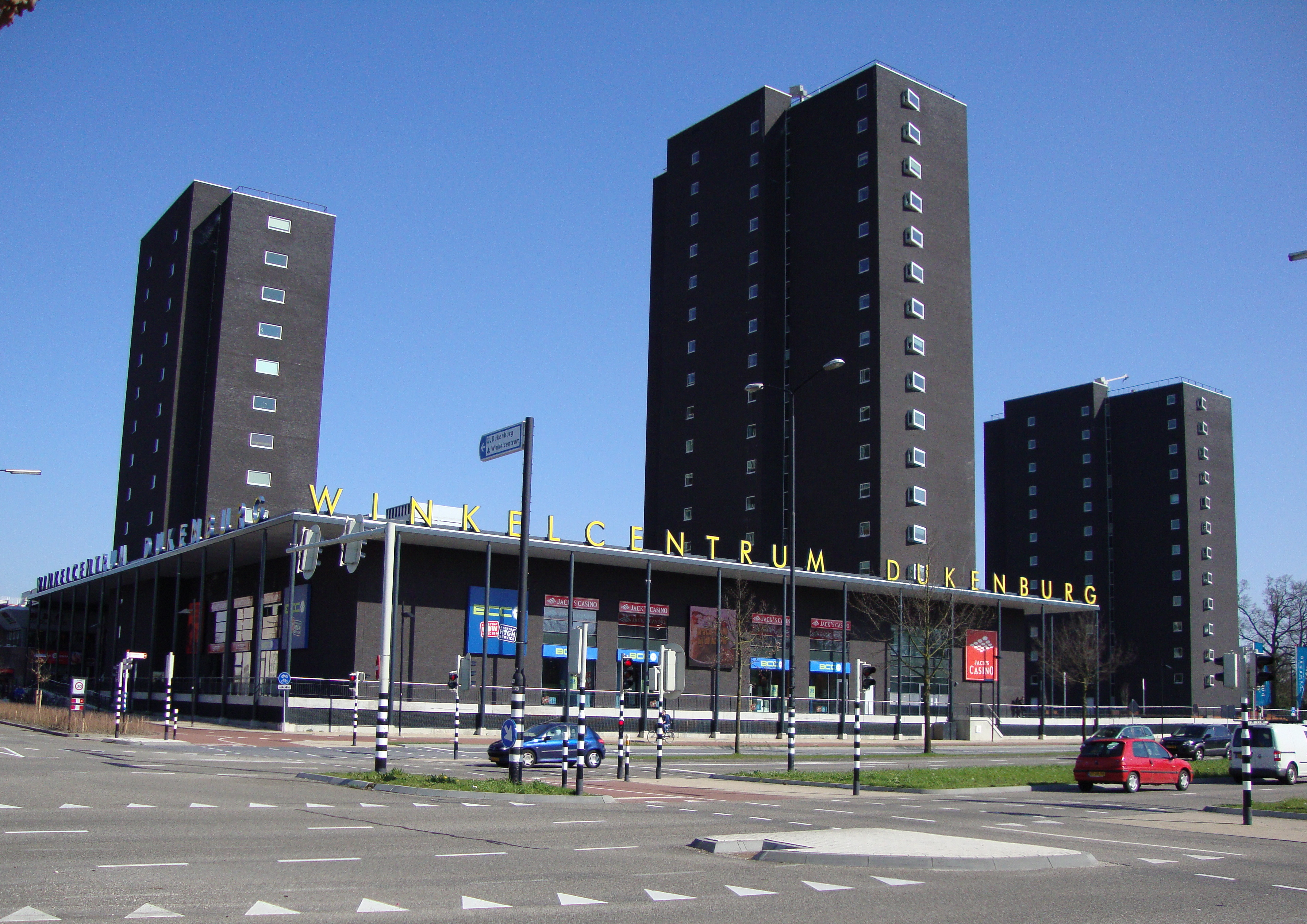
Winkelcentrum Dukenburg
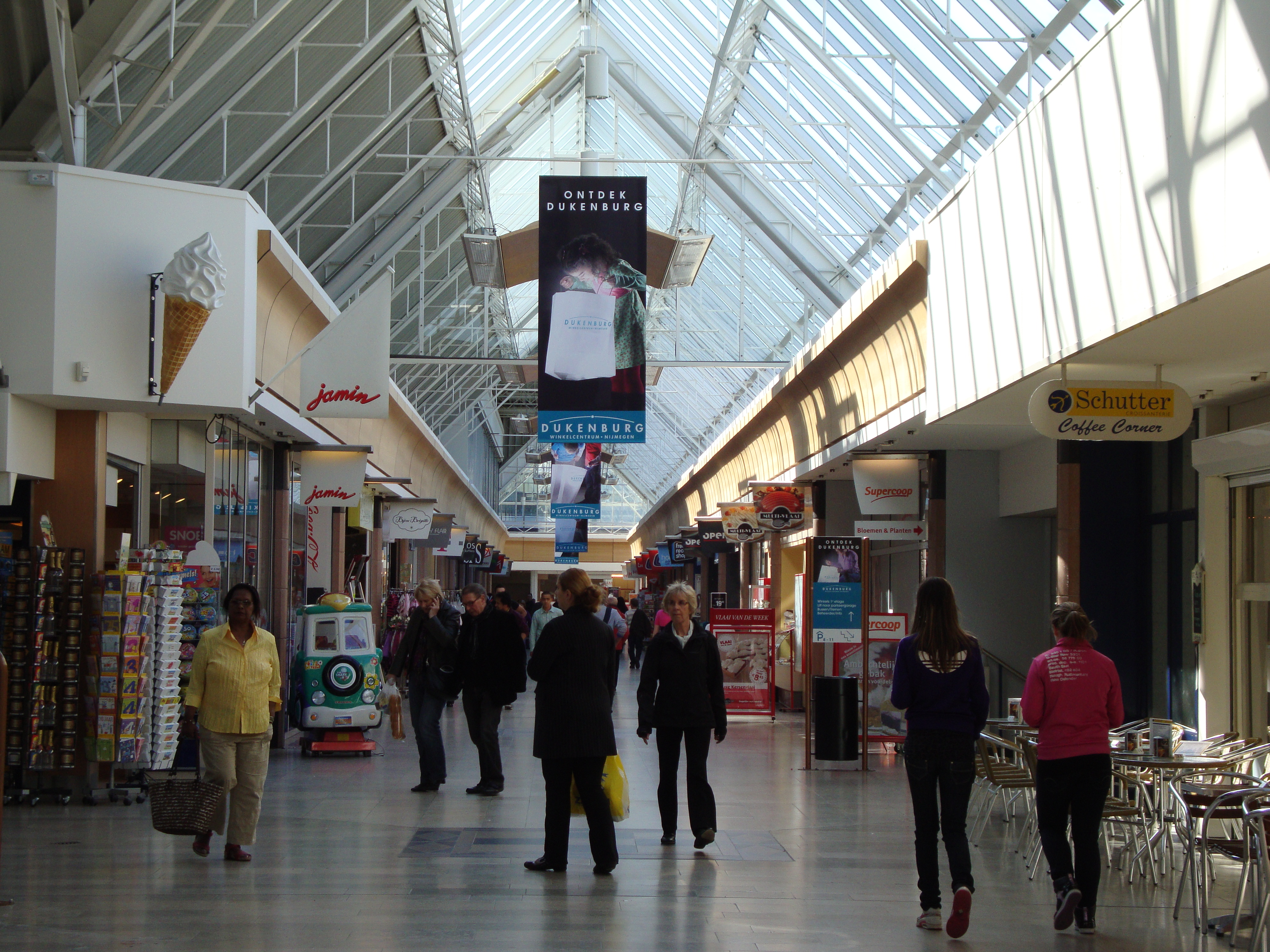
Interieur winkelcentrum
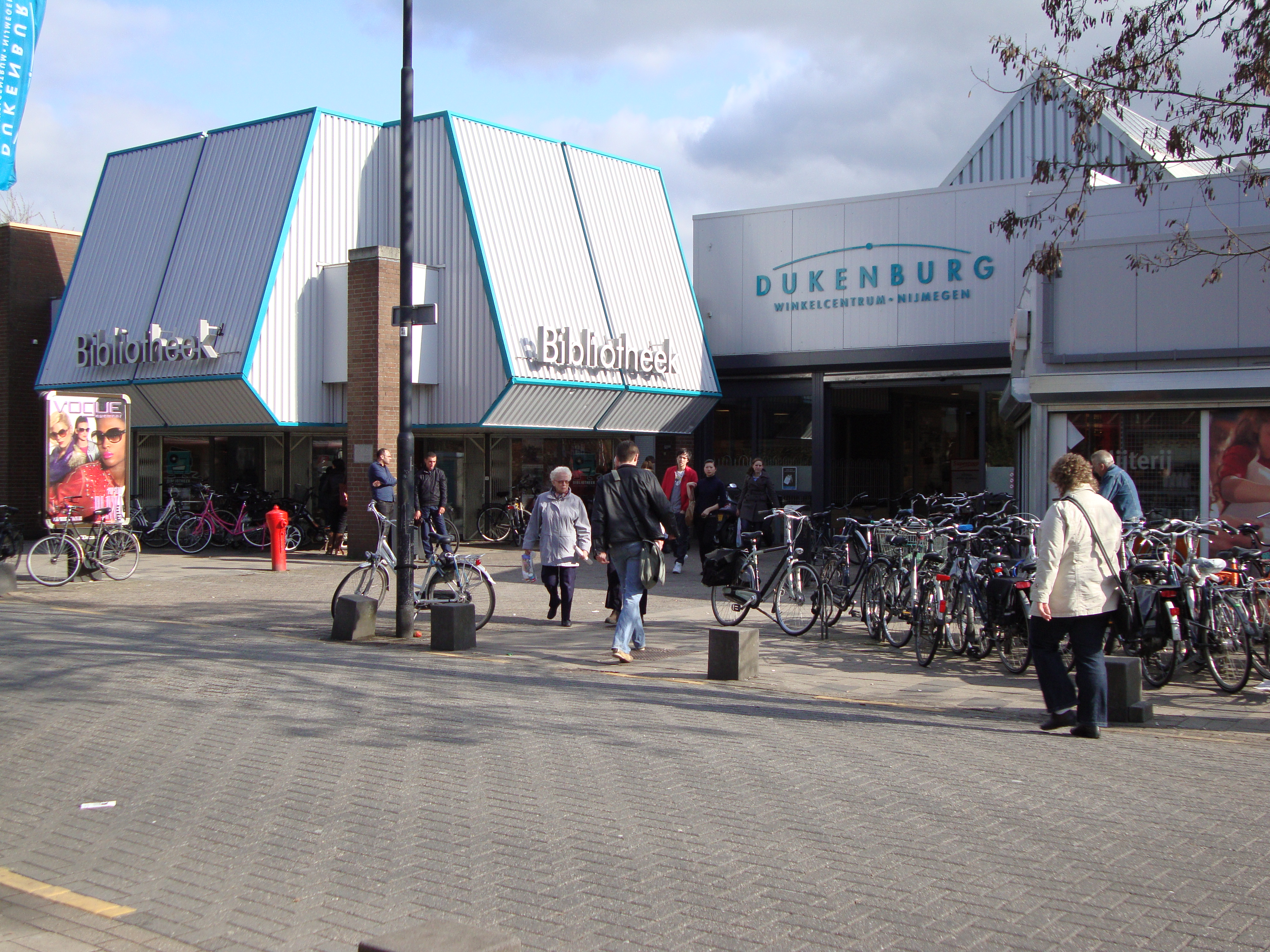
Bibliotheek Zwanenveld
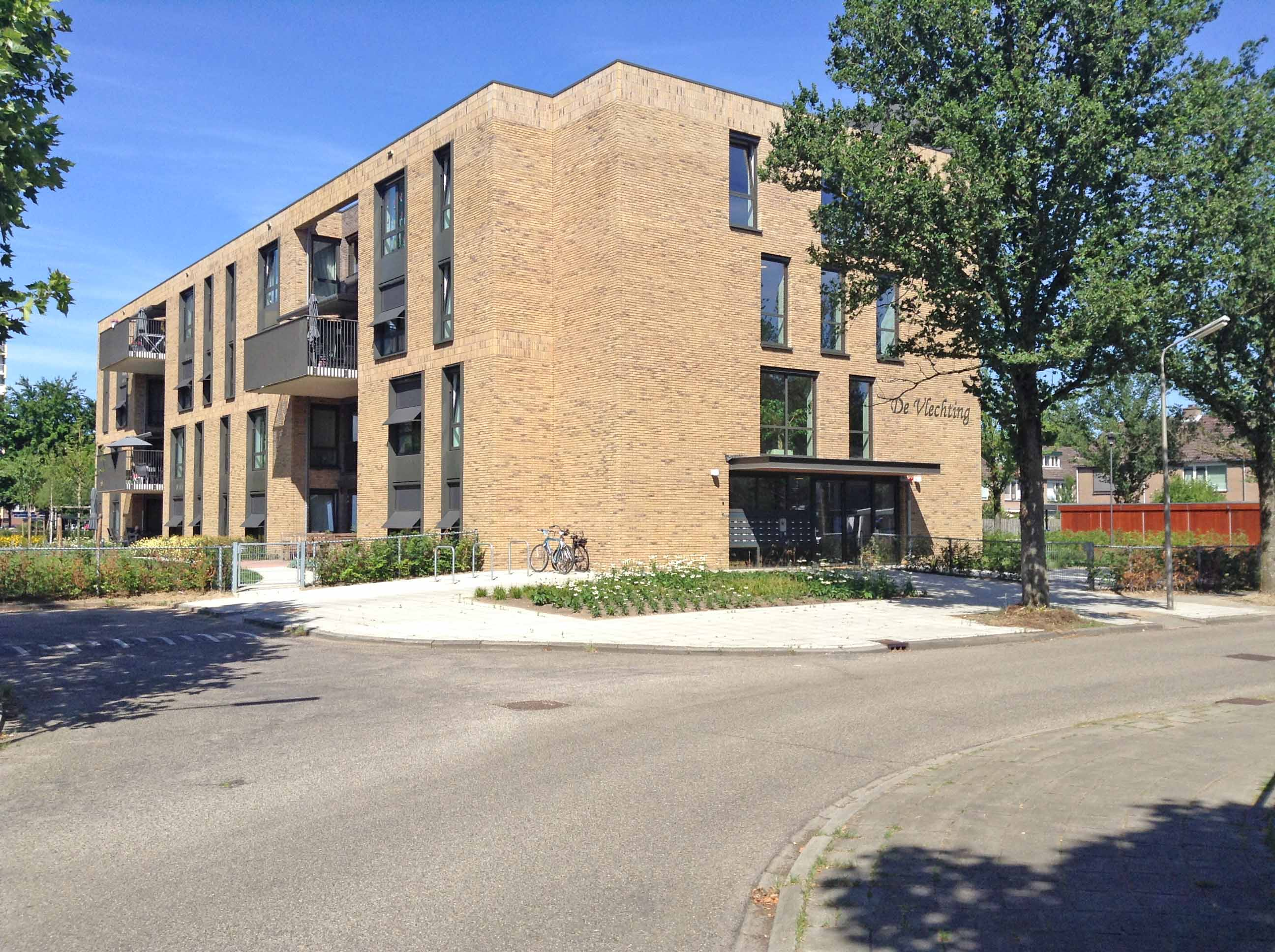
Zorgcomplex De Vlechting
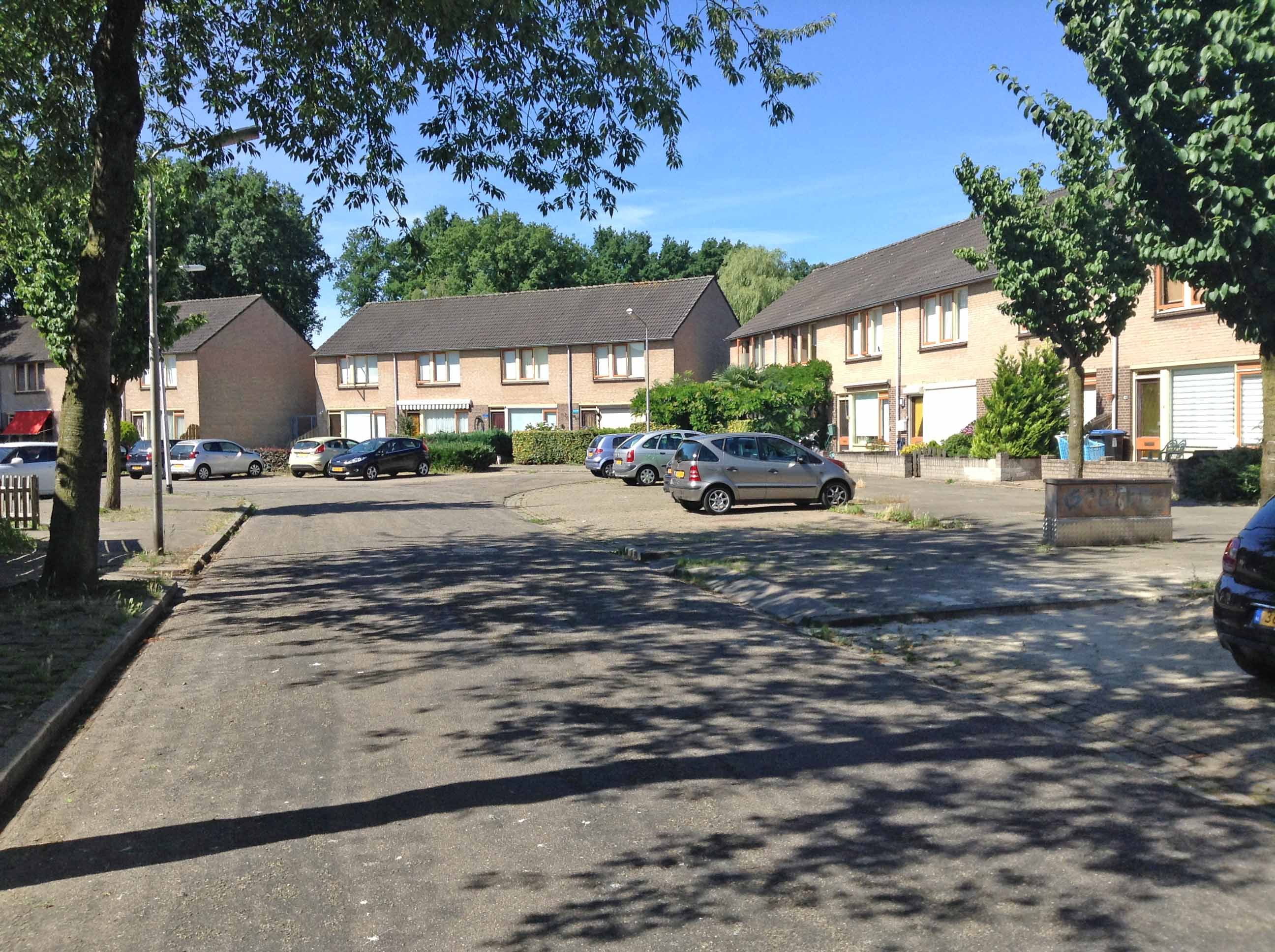
Laagbouw in Zwanenveld
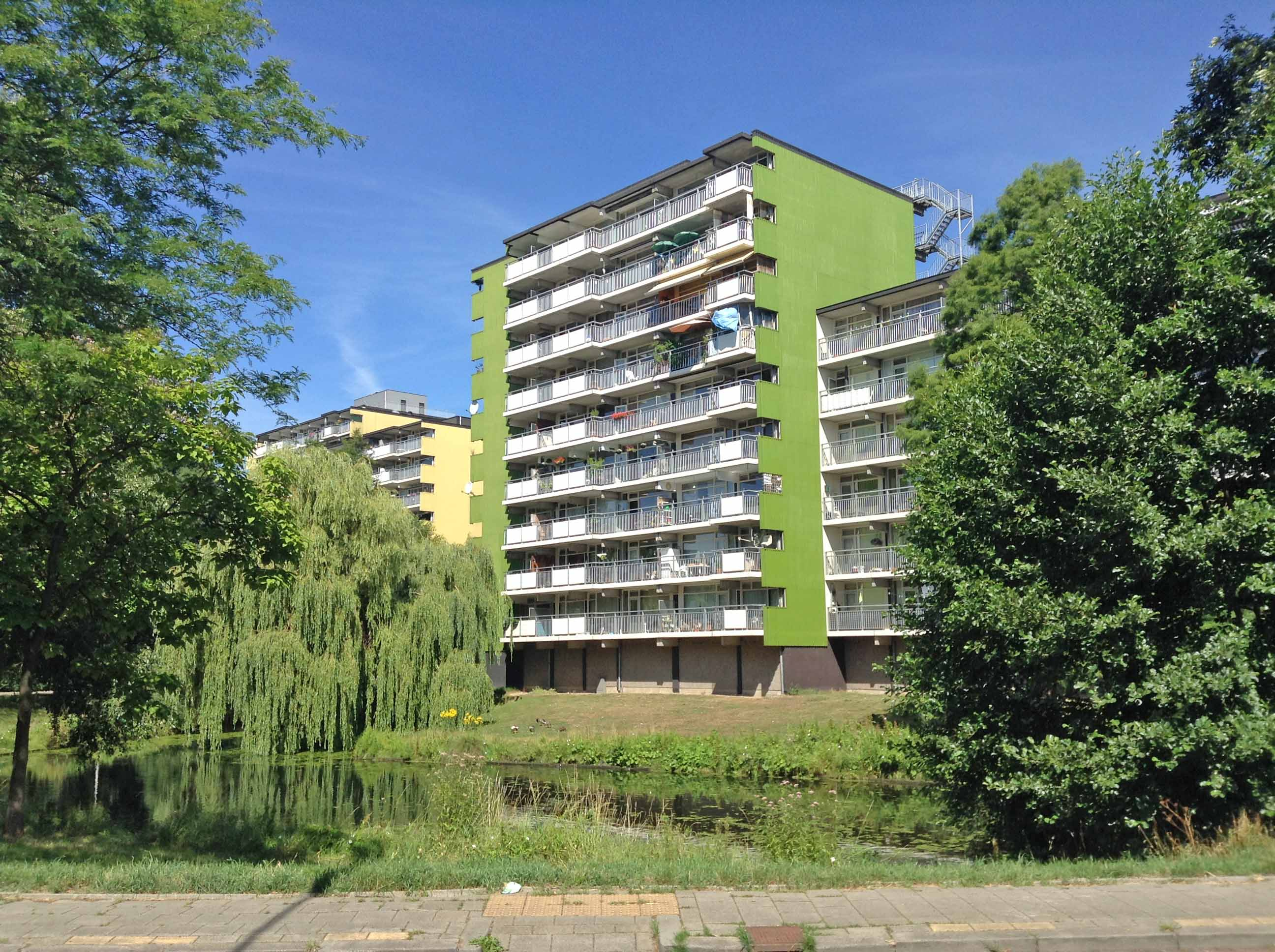
Hoogbouw in Zwanenveld